# Outlander (televisieserie)
Outlander is een Brits-Amerikaanse dramatische televisieserie gebaseerd op de Reizigerserie van romans van de Amerikaanse schrijfster Diana Gabaldon. De serie werd gecreëerd door Ronald D. Moore voor de Amerikaanse zender Starz. De Amerikaanse uitzending begon op 9 augustus 2014 en op 11 augustus bij HBO in Nederland. In Australië begonnen de uitzendingen op 14 augustus, gevolgd door Canada op 24 augustus dat jaar. Ierland volgde op 21 oktober 2014. Amazon Prime Instant Video verzorgde de beschikbaarheid voor aankoop in het Verenigd Koninkrijk, evenwel pas vanaf 26 maart 2015. Uitgelekt e-mailverkeer van Sony maakte duidelijk dat dit uitstel te maken had met de gevoeligheid ten tijde van het referendum over de onafhankelijkheid van Schotland. Seizoen 1 bestaat uit 16 afleveringen.
Starz tekende op 15 augustus 2014 voor een tweede seizoen met 13 afleveringen. Dit seizoen werd uitgezonden in 2016 en is gebaseerd op het tweede deel van de Reizigersreeks van Gabaldon, Terugkeer naar Inverness.
Op 1 juni 2016 heeft Starz de reeks vernieuwd voor een derde en vierde seizoen, gebaseerd op de derde en vierde Outlander-romans, De verre kust en Het vuur van de herfst.

## Verhaallijn
In 1945 gaat Claire Randall samen met haar man Frank op tweede huwelijksreis naar de Schotse Hooglanden. Claire is verpleegster geweest in het Britse leger gedurende de Tweede Wereldoorlog en haar man Frank is historicus. Op deze reis wil hij meer onderzoek doen naar zijn voorvader, de beruchte Jonathan "Black Jack" Randall, die als kapitein in het Britse leger diende. Als Claire op een dag zonder Frank naar de plaatselijke stenen cirkel gaat om daar naar een plantje te zoeken (ze is zeer geïnteresseerd in planten en hun geneeskrachtige werking), merkt ze een merkwaardig geluid op dat van de stenen cirkel komt. Als zij de steen in het midden aanraakt, maakt ze een reis door de tijd en komt ze in het Schotland van 1743 terecht. Daar ontmoet ze Jonathan Randall, de niet zo eerbare voorvader van haar echtgenoot. Ze wordt gered door een Hooglander die haar naar een hut brengt waar meerdere mannen onderdak hebben gezocht. Ze behoren tot de clan MacKenzie van Castle Leoch. Een van hen is de jonge Jamie Fraser, met wie ze vele avonturen zal beleven.

## Rolverdeling
Legenda
 = Hoofdrol
 = Bijrol
 = Gastrol
 = Geen rol
| S01             | S02                                         | S03 | S04 | S05 | S06 | S07 | S08 | Totaal |  |    |
| Caitriona Balfe | Claire Beauchamp Randall/Fraser             | 16  | 13  | 13  | 13  | 12  |     |        |  | 67 |
| Sam Heughan     | James Jamie MacKenzie Fraser                | 16  | 13  | 13  | 13  | 12  |     |        |  | 67 |
| Duncan Lacroix  | Murtagh Fitzgibbons Fraser                  | 13  | 12  | 2   | 8   | 5   |     |        |  | 40 |
| Tobias Menzies  | Frank Randall/Jonathan "Black Jack" Randall | 12  | 7   | 3   | 1   |     |     |        |  | 23 |
| Sophie Skelton  | Brianna Randall Fraser                      |     | 1   | 3   | 10  | 12  |     |        |  | 25 |
| Richard Rankin  | Roger MacKenzie (Wakefield)                 |     | 1   | 2   | 10  | 12  |     |        |  | 26 |
| David Berry     | Lord John Grey                              |     |     | 4   | 3   | 4   |     |        |  | 11 |
| Gary Lewis      | Colum MacKenzie                             | 5   | 3   |     |     |     |     |        |  | 8  |
| Graham McTavish | Dougal MacKenzie                            | 12  | 5   |     |     |     |     |        |  | 17 |
| Lotte Verbeek   | Geillis Duncan                              | 5   | 1   | 2   |     |     |     |        |  | 8  |
| Stephen Walters | Anghus Mhor                                 | 13  | 2   |     |     |     |     |        |  | 15 |
| Grant O'Rourke  | Rupert MacKenzie                            |     |     |     |     |     |     |        |  |    |
| Bill Paterson   | Ned Gowan                                   | 7   |     | 1   |     |     |     |        |  | 8  |
| Laura Donnelly  | Jenny Fraser Murray                         | 4   | 1   | 3   |     |     |     |        |  | 8  |
| Steven Cree     | Ian Murray                                  | 3   | 1   | 4   | 1   |     |     |        |  | 9  |
| César Domboy    | Fergus                                      |     |     |     |     |     |     |        |  |    |
| Lauren Lyle     | Marsali                                     |     |     |     |     |     |     |        |  |    |
| John Bell       | Young Ian Fraser                            |     |     |     |     |     |     |        |  |    |
| Andrew Gower    | Prins Charles Edward Stuart                 |     |     |     |     |     |     |        |  |    |
| Simon Callow    | the Duke of Sandringham                     | 1   | 4   |     |     |     |     |        |  | 5  |

### Bijrollen
- Douglas Henshaw als Taran MacQuarrie
- Annette Badland als Mrs. Glenna Fitzgibbons
- James Fleet als Rev. Dr. Reginald Wakefield
- Aislín McGuckin als Letitia MacKenzie
- Roderick Gilkison als Hamish MacKenzie
- Nell Hudson als Laoghaire MacKenzie
- Tim McInnerny als Father Bain
- Simon Meacock als Hugh Munro

## Productie
De opnames vonden plaats van oktober 2013 tot september 2014 in Schotland. Een loods in de buitenwijken van Cumbernauld werd omgebouwd tot studio voor de binnenopnames. Locaties waar gefilmd werd omvatten onder meer Doune Castle, Newtonmore in het centrum van het Schotse hoogland, Rothiemurchus Forest, Bathgate, West Lothian en Aberfoyle, Stirling. Ook in Engeland is op een aantal locaties gefilmd, zoals in Liverpool, Bamburgh Castle en het Wilton House in het zuiden van het land.

## Muziek
De muziek werd gecomponeerd door Bear McCreary. De titelsong is een adaptatie van het gedicht van Robert Louis Stevenson "Sing me a Song of a Lad that is Gone", gezongen op de muziek van de Schotse folksong "The Skye Boat Song".